# Hermandad del Cachorro (Sevilla)
La Hermandad del Cachorro es una Cofradía Católica afincada en el castizo barrio de Triana, Sevilla, Andalucía, España. Procesiona en la Semana Santa la tarde-noche del Viernes Santo, y tiene su sede canónica en la basílica menor del Santísimo Cristo de la Expiración, anexa a la antigua ermita de Ntra. Señora del Patrocinio que a día de hoy es la capilla Sacramental.
Su nombre oficial y completo es “Pontificia, Real e Ilustre Hermandad y Cofradía de Nazarenos del Santísimo Cristo de la Expiración y Nuestra Madre y Señora del Patrocinio en su Dolor y Gloria.”

## Historia
En 1552 se fundó en Triana la Cofradía de Nuestra Señora del Rosario y Sangre de Jesucristo. La hermandad fue fundada por morenos y esclavos. Esta hermandad tenía un hospital en la calle Procurador de Sevilla.
A mediados del siglo XVI en Sevilla había un centenar de hospitales. No obstante, la mayoría eran pequeños inmuebles medievales gestionados por cofradías y gremios que tenían pocos fondos por lo exiguo de sus rentas. Se hizo necesario, pues, disminuir el número de hospitales de la ciudad para que hubiera un menor número pero con mejores instalaciones y más medios. Muchos arzobispos habían reconocido la existencia de ese problema, sobre todo el cardenal Hurtado de Mendoza. En 1587 el arzobispo Rodrigo de Castro, con las correspondientes autorizaciones papales y reales, acometió la reducción de hospitales. Se cerraron 75 y sus recursos fueron a parar a un gran hospital, de nueva creación, llamado del Amor de Dios y del Espíritu Santo. Uno de los hospitales disueltos fue el de la calle Procurador, por lo que la hermandad se trasladó a una ermita a las afueras del barrio, en una salida de la ciudad hacia Huelva y Extremadura.
La cofradía procesionaba el Domingo de Resurrección y se dirigía al monasterio cartujo de Santa María de las Cuevas, llamado monasterio de la Cartuja, con su estandarte. Posteriormente tomaron un tono más penitencial, y comenzaron a procesionar el Jueves Santo, haciendo estación en la iglesia parroquial de Santa Ana y en otras iglesias de Triana. Llevaban un crucifijo y una imagen de la Virgen. No obstante, la procesión no se hacía de forma debidamente ordenada y en 1609 la autoridad eclesiástica determinó la anulación de la cofradía. La hermandad protestó y esta les fue restituida y se les devolvieron los enseres que les habían sido requisados.
En 1656 la hermandad comenzó a rendir culto a la Virgen del Patrocinio, tal vez en sustitución de la Virgen del Rosario. La ermita se llamó del Patrocinio de María. En 1671 encargaron un retablo a Marco de Yepes para poner una imagen de Jesús con la Cruz a cuestas. Posiblemente, este sea un retablo que conserva la hermandad.
En 1680 se fundó en este templo la  Hermandad del Santísimo Cristo de la Expiración y Nuestra Señora de la Paz, que en 1682 encargó el Cristo de la Expiración a Francisco Antonio Ruiz Gijón.
En 1689 la Hermandad de la Virgen del Patrocinio y la del Cristo de la Expiración se fusionaron. En 1691 se aprobaron sus primeras reglas.
La hermandad tiene una vinculación histórica con Felipe IV. Una leyenda dice que, en una visita a Sevilla, el monarca entró en la ermita de la Virgen del Patrocinio y dio donativos. El escudo de la hermandad muestra un águila bicéfala con dos casetones. En el casetón de la derecha hay una Cruz de Malta y en el de la izquierda está el texto: "Año MDCVLI Alejandro Papa VII, Felipe IV Rey".
La Virgen del Patrocinio procesionó por primera vez bajo palio en 1750. En 1789 aprobaron unas nuevas reglas. En los años 1800 y 1865 el Cristo hizo una procesión de rogativas por sendas epidemia de peste que asolaron Triana. En 1819 el Cristo procesionó con un paso cedido por la Hermandad de San Bernardo, cayendo sobre él una fuerte lluvia que dañó al Crucificado y al paso, que tuvo que refugiarse en la iglesia de la Hermandad de la O. En 1908 se refugió en la capilla de la Hermandad del Museo por el mismo motivo.
En 1846 fue el primer año en que la cofradía procesionó hasta la catedral, ya que antes iba a la iglesia de Santa Ana. En 1846 el Cristo volvió a hacer procesión de rogativas, esta vez para poner fin a la sequía.
En 1890, 1910 y 1920 el Cachorro procesionó con el Santo Entierro.
Su actual templo, situado junto a la antigua ermita, se terminó de construir en 1960. Se encuentra en la calle Castilla. En 1973 se produjo un fortuito incendio en la iglesia, que fue advertido por unos niños que vieron salir humo de la cúpula. El hermano Rafael Blanco Guillén se introdujo en el templo por una ventana y pudo apartar el Cristo a tiempo pero ardió la antigua imagen de la Dolorosa y fueron afectadas también las piernas del Cristo. La imagen de la Virgen del Patrocinio fue realizada nuevamente, a semejanza de la destruida, y fue restaurado el Cristo de la Expiración por los Hermanos Cruz Solís.
En 1983 los reyes de Suecia, Carlos de Bernadotte y Silvia Renate Sommerlath, visitaron el templo.
En cabildo extraordinario celebrado en octubre de 2011 se decidió incorporar al título el carácter penitencial de la advocación mariana (el carácter letífico de la corporación se añadió en el 1750), quedando el título: Pontificia, Real e Ilustre Hermandad y Cofradía de Nazarenos del Santísimo Cristo de la Expiración y Nuestra Madre y Señora del Patrocinio en su Dolor y Gloria.
Es una de las hermandades más afectadas por la climatología. Entre los años 2004 y 2007 la hermandad no pudo completar su estación de penitencia a la catedral debido a la lluvia: dos años sin salir y otros dos refugiándose en la iglesia de la Magdalena. En el año 2007 regresó de vuelta a su templo pasando por primera vez por el puente de 1992 que lleva el nombre del Cristo.
Durante los años 2001 y 2002 salió la Virgen con un palio de cajón de terciopelo granate liso, por motivo de la restauración del palio original.
Desde 2005 pueden salir hermanas nazarenas.
En el año 2023 se celebraron diversos actos con motivo del 50 aniversario del incendio. Entre ellos destacó un VíaCrucis con el Cristo de la Expiración por las calles de Triana, visitando a la Parroquia de San Jacinto, Santa Ana, la Capilla de los Marineros y la Parroquia de la O. Asimismo, la Virgen del Patrocinio realizó una Salida Extraordinaria bajo palio visitando igualmente los templos anteriormente citados.

## Titulares

### Santísimo Cristo de la Expiración
El Santísimo Cristo de la Expiración apodado popularmente como “El Cachorro” nos muestra a Cristo crucificado en el momento de su agonía y expiración. Se trata de la imagen cumbre del barroco andaluz, dada su calidad anatómica, artística e histórica, fue tallada en el año 1682 por Francisco Antonio Ruiz Gijón, está realizada madera de cedro real de Flandes y mide 1,89 metros.
Agustín Sánchez-Cid lo restauró y consolidó los ensambles en 1940. En 1947 la policromía fue restaurada por el pintor Juan Miguel Sánchez. En 1973, tras un grave incendio en su basílica, fue restaurado por los hermanos Antonio, Raimundo y Joaquín Cruz Solís.
El primer paso es de estilo neobarroco, con apliques de plata de ley, siendo iluminado por cuatro candelabros de guardabrisas en las esquinas y dos laterales, y cuatro faroles de plata.
Este Crucificado es conocido popularmente como "el Cachorro" ya que cuenta la leyenda que el imaginero que lo talló, escogió como modelo el rostro de un gitano de la Cava (Triana), y tenía como apodo “Cachorro”, en el preciso momento de expirar tras una reyerta, y su parecido fue excepcional. No obstante, esta leyenda probablemente sea apócrifa ya que guarda bastantes semejanzas con el Cristo de las Misericordias de Santa Cruz y la Expiración de Écija, realizado en el siglo XVII por Pedro Roldán, que inspiró a muchos autores sobre cómo debían ser los cristos expirantes.
El interior del mausoleo del arquitecto Aníbal González, en el cementerio de San Fernando, tiene una réplica del Cachorro, que fue encargada por este arquitecto. Fue realizada por Eduardo Muñoz Martínez y policromada por Cayetano González, sobrino del arquitecto.
Existió otra copia del Cachorro, que fue regalada a Manuel Siurot para que estuviera en un colegio de Huelva. No obstante, fue quemada en la II República.
El Cristo ha dado su nombre al puente cercano a su basílica, en la zona de Chapina. Este puente fue realizado como parte de las obras que sufrió la ciudad antes de la Exposición Universal de 1992.

### Nuestra Madre y Señora del Patrocinio en su Dolor
La talla de Nuestra Señora del Patrocinio primitiva fue obra de Cristóbal Ramos y procesionó por primera vez bajo palio en 1750. Fue sustituida en 1921 por otra de terracota de autor desconocido y posiblemente del mismo autor citado anteriormente  según las atribuciones .
En el año 1973 tras unos cultos de la Hermandad, la imagen se pierde en un incendio fortuito, y se realiza ese mismo año a semejanza de la anterior, una nueva imagen de la Virgen, realizada por Luis Álvarez Duarte, y tiene la peculiaridad de que esta bella dolorosa no posee ninguna lágrima, tal y como se presentaba la antigua talla. En 1974 la Virgen llevó una nueva corona de oro, realizada por Fernando Marmolejo Camargo.
En 1924 Eduardo Seco talló los respiraderos en plata y el platero cordobés Francisco Ruiz realizó unos varales para esta virgen que hoy pertenecen a la Hermandad de los Panaderos. En 1926 fue bendecida la corona de oro de la Virgen, obra de José Moguel, durante la celebración de un culto en la iglesia de Santa Ana. Ese mismo año la Virgen estrenó un manto trazado por Herminia Álvarez Udell y realizado por Hijo de Olmo. Además, se creó la insignia Mediatrix, bordada en el Taller de Caro, que representa la mediación de la Virgen. La insignia fue bendecida por el cardenal Ilundain y actuó de madrina la infanta María Luisa de Orleans, que era camarera de la hermandad.

### Nuestra Señora del Patrocinio Gloriosa
Nuestra Señora del Patrocinio Gloriosa, es la Titular principal y origen de esta Hermandad. Se trata de una imagen de pequeñas proporciones, con niño Jesús en brazos. Esta entrañable Virgen es de autor y fecha desconocidos, pero aparece en los inventarios de la Hermandad realizados en 1693 y en 1763. Tiene gran importancia ya que a esta imagen se debe los orígenes de esta corporación Trianera, y que a pesar de los siglos sigue contando  con una devoción callada dentro del seno de la Cofradía y del barrio.

## Basílica del Santísimo Cristo de la Expiración
En los años 40 la ermita de la Virgen del Patrocinio se quedaba pequeña para los grandes actos de culto, que debían celebrarse trasladando las imágenes a la iglesia de Santa Ana, del mismo barrio. En 1945 se llevó a cabo el proyecto de un templo dedicado al Cristo de la Expiración. Este proyecto fue realizado por el arquitecto Aurelio Gómez Millán. La primera piedra se colocó en 1946. La bendición del templo, ya construido, la llevó a cabo el arzobispo José María Bueno Monreal el 8 de marzo de 1960.
En 2012 el papa Benedicto XVI otorgó al templo el título de basílica menor.

En 2009, el cardenal de Sevilla, Carlos Amigo Vallejo, bendijo el nuevo camarín del Crucificado. El retablo mayor, donde se encuentra el Cristo, fue bendecido en 2010 por el arzobispo de Sevilla, Juan José Asenjo Pelegrina.
| |
| Primitiva capilla del Patrocinio (1682 - 1960) y Basílica del Cristo de la Expiración (1960 - presente). |

## Patrimonio Musical
El Santísimo Cristo de la Expiración va acompañado por la banda municipal de música de La Puebla Del Río y Nuestra Madre y Señora del Patrocinio por la Banda de Música de la Sociedad Filarmónica Nuestra Señora de la Oliva de Salteras.
La hermandad tiene dedicadas las siguientes marchas:
- La Expiración – El Cachorro (Arturo de Ysaura Pont, 1923).
- El Cachorro (Ramón Montoya Alegre, 1947).
- Santísimo Cristo de la Expiración – El Cachorro (Pedro Braña Martínez, 1952).
- Nuestra Señora del Patrocinio (Pedro Braña Martínez, 1953).
- Cristo del Cachorro (Germán Álvarez Beigbeder, 1956).
- El Cachorro – Saeta Sevillana (Pedro Gámez Laserna, 1967).
- Nuestra Señora del Patrocinio (Pedro Gámez Laserna, 1969),
- Cristo de la Expiración (José Albero Francés, 1987).
- Al Cristo de la Expiración (José Albero Francés, 1987).
- Cachorro (Abel Moreno Gómez, 1991).
- Al Cachorro (José Manuel Bernal Montero, 1995).
- Después de la Madrugá (David Hurtado Torres, 1995).
- Patrocinio (Jesús Salas Orden, 1997).
- Al Gitano de la Cava (Pedro Manuel Pacheco Palomo, 1997).
- Salve Madre del Patrocinio (Juan Velázquez Sánchez, 1998).
- Madre y Señora del Patrocinio (Luis Manuel Mejías Navarro, 1998).
- Señorita de Triana (Pedro Morales Muñoz, 1999).
- Cachorro Mio (Jorge Águila, 2002).
- Dos Saetas a la Hermandad de la Expiración (David Gómez Ramírez).
- Pasa la Virgen por el Altozano (Jacinto Manuel Rojas Guisado, 2009).
- Cachorro de Alma Gitana (Sergio Larrinaga Soler, 2010).
- Cachorro (Jorge Águila Ordóñez e Isaac Manuel Gómez Jiménez, 2010).
- Mediatrix Omnium Gratiarum (José Peña Rubio, 2012).
- Patrocinio, Madre de Triana (José Ramón Rico Muñoz, 2012).
- Expiración hacia tu Voluntad (Sergio García Merlo, 2013).
- Cachorro... Eterno Aliento de Sevilla (F. David Álvarez Barroso, 2014).
- Cachorro Gitano (Manuel Esteban Martín).
- Patrocinio de Triana (Juan García Sánchez, 2016).
- Virgen del Patrocinio (José León Alapont, 2019).
- De Triana Eres… mi Señorita (Christian Artero Lledó, 2020)
- Patrocinio, Madre de Dios (Jesús Salas Santos, 2022)
- Dolor y Gloria (José Luis González Arenal, 2022)
- Cachorro Sevillano (Juan Jesús Bernal Casto, 2022)
- Capilla N.º 1 (José Luis González Arenal, 2023)

## Hábito de Nazareno
Túnica y antifaces negros, con botonadura color marfil y capa color crema de merino y cíngulo blanco, anudado a la izquierda.
En el antifaz de los nazarenos se observa la cruz de San Juan.

## Paso por la carrera oficial
| Predecesor: La Soledad de San Buenaventura | Orden de entrada en carrera oficial (Viernes Santo) 3.er lugar | Sucesor: La O |